# Palácio da Ilha Kamenny
O Palácio da Ilha Kamenny (em russo: Каменноостровский дворец, literalmente Palácio da Ilha de Pedra) é um antigo palácio imperial russo no cabo sudoeste da Ilha Kamenny, em São Petersburgo.
O edifício neoclássico foi encomendado na década de 1770 por Catarina II da Rússia para seu filho Paulo. Tem um pórtico de seis colunas toscanas e uma espaçosa cour d'honneur. O rio na frente do palácio é quebrado por oito colunas dóricas. A residência foi construída sob a supervisão geral de Yury Felten. Os interiores foram projetados por Vincenzo Brenna imitando os trabalhos de Piranesi sobre Roma. Jean-François Thomas de Thomon foi responsável pela renovação do jardim.
O Imperador Paulo I apresentou o palácio ao último rei polonês, Estalinau II Augusto da Polônia. O inquilino mais famoso do palácio foi Alexandre I da Rússia. Após sua morte a herança foi herdada por seu irmão Miguel, depois por sua viúva Helena e sua filha Catarina.

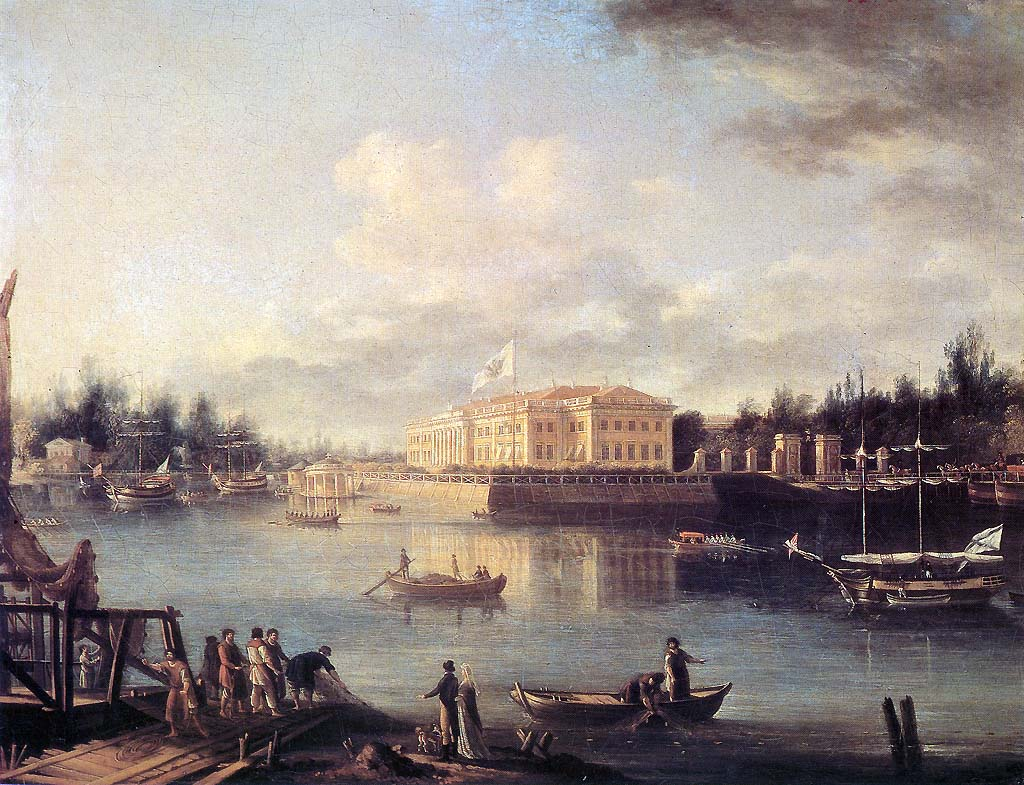
Pintura de Semyon Shchedrin em 1803.

Desde o início do século XX o palácio caiu em negligência. Permaneceu sendo usado como um repouso de convalescença para soldados durante todo o período soviético. Junto com outros palácios imperiais em São Petersburgo, o Palácio da Ilha Kamenny faz parte do Patrimônio Mundial do Centro Histórico de São Petersburgo e de grupos relacionados de monumentos. Atualmente, está fechado para grandes reparações com projeto de abrigar os hóspedes da cidade.
O parque contem o Teatro de madeira da Ilha de Kamenny que foi construído em apenas 40 dias. Foi Yuri Felten quem projetou a igreja vizinha de São João Batista, onde Alexander Pushkin teve dois de seus filhos batizados. O edifício da igreja de 1770 é bastante incomum para a Rússia, na medida em que imita a arquitetura gótica da Europa Ocidental.